# Ernest Faber
Ernest Anthonius Jacobus Faber (Geldrop, 27 augustus 1971) is een Nederlands voormalig voetbaltrainer en voetballer die als verdediger speelde.

## Carrière als speler

### Jeugd
Ernest Faber werd in 1971 geboren in het ziekenhuis van Geldrop. Hij groeide op in de Eindhovense wijk Strijp onder de rook van het Philips Stadion. Zijn vader was medewerker bij Philips. Hij begon met voetballen bij VV DBS. Hier werd hij, op dertienjarige leeftijd, gescout door Gerrit van Tilburg en kwam hij terecht in de jeugdopleiding van PSV. Naast PSV, was ook stadsgenoot FC Eindhoven geïnteresseerd in hem.

### Verhuurperiodes
Om ervaring op te doen, werd Faber, in het seizoen 1990-1991, door PSV verhuurd aan N.E.C.. Hier maakte hij, op 25 augustus 1990, zijn debuut in het betaald voetbal in de seizoensopener tegen MVV Maastricht. Faber kwam in zijn eerste seizoen tot 30 wedstrijden voor N.E.C., dat dat seizoen eindigde op de laatste plaats van de eredivisie en direct degradeerde. Faber bleef echter op het hoogste niveau actief, omdat hij het seizoen erop werd verhuurd aan Sparta Rotterdam. Ook bij Sparta was Faber een vaste waarde in het elftal. Hij speelde er 32 wedstrijden. De club eindigde dat seizoen zeer verdienstelijk op de 8e plaats.

### PSV

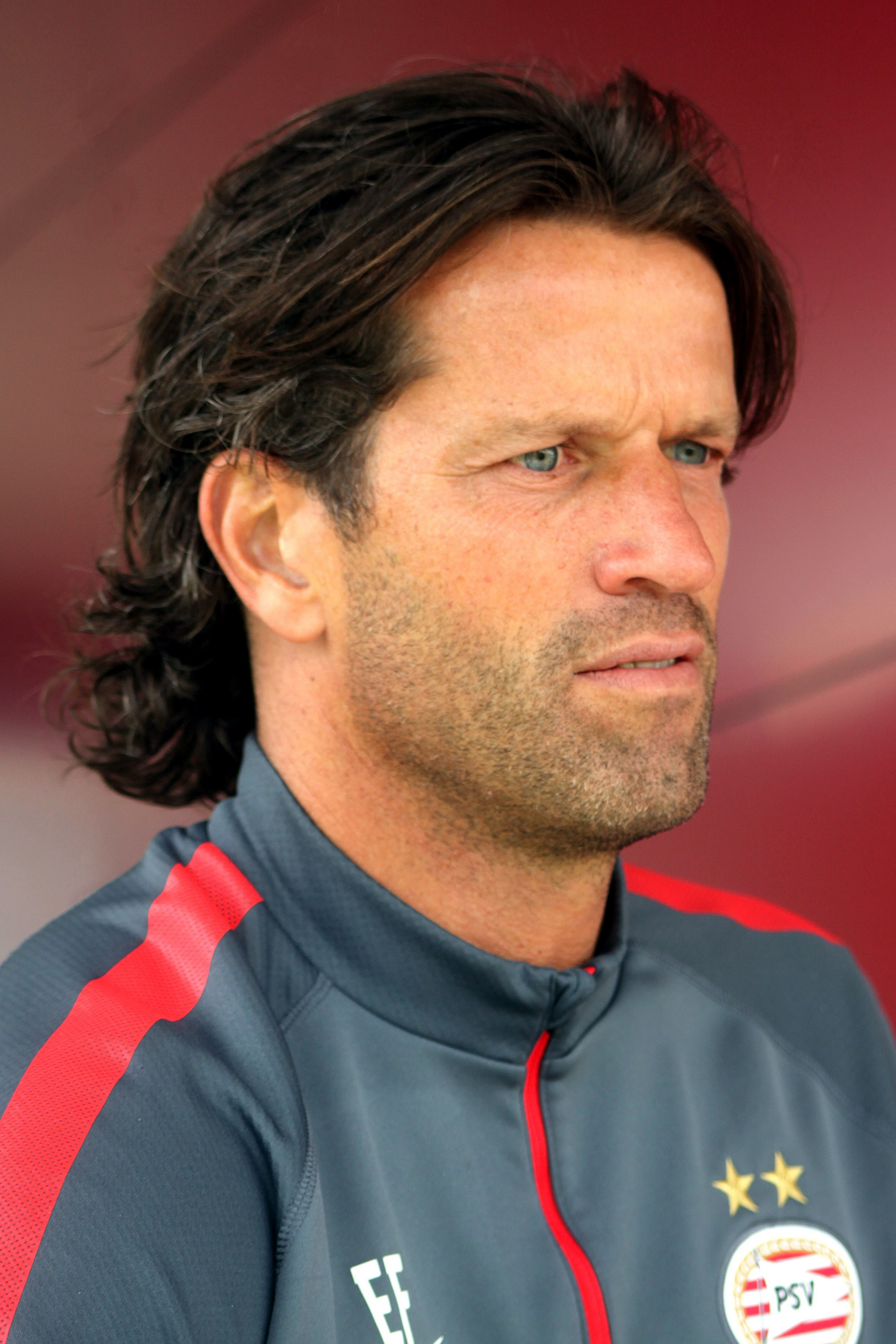
Faber bij PSV in 2014.

In het seizoen 1992-1993 mocht hij zich van nieuwbakken trainer Hans Westerhof bewijzen bij PSV. Hij pakte bij zijn debuut voor de Eindhovense club, direct zijn eerste prijs, door met de ploeg de Supercup van 1992 te winnen van Feyenoord. Ook in de Champions League maakte de toen 21-jarige verdediger indruk door in de wedstrijd tegen AC Milan, Marco van Basten in bedwang te houden. Aan het eind van het seizoen werd Westerhof vervangen door Aad de Mos. Een doorbraak van Faber liet vervolgens op zich wachten, omdat hij veelal Gheorghe Popescu en Adri van Tiggelen voor zich moest dulden. Halverwege het seizoen 1993-1994 werd hij daarom wederom verhuurd, ditmaal aan FC Groningen, waarvoor hij 11 wedstrijden speelde. Nadat trainer Aad de Mos de bezem door zijn selectie had gehaald en concurrenten als George Popescu, Adri van Tiggelen, Erwin Koeman, Jan Heintze en Berry van Aerle waren vertrokken, kreeg Faber een definitieve plaats in de selectie. Hij speelde de daarop volgende 10 seizoenen bij PSV, een periode die werd onderbroken door diverse grote blessures.

### Blessures
In 1996 liep hij, na een kopduel met John van Loen in de wedstrijd tegen FC Utrecht, zijn eerste zware blessure op, toen hij zijn enkelbanden van zijn rechtervoet scheurde. Door deze blessure stond hij ruim een seizoen aan de kant, waardoor hij het grootste gedeelte van het seizoen 1996-1997 miste. In 1998 was Faber bezig aan een sterke reeks en kreeg hij een uitnodiging voor het Nederlands Elftal, waarvoor hij in februari zijn debuut maakte. Aan het einde van de competitie ging het echter weer mis, toen hij een zware achillespeesblessure opliep aan zijn rechtervoet. Door deze blessure stond hij weer bijna een vol seizoen aan de kant.
Na deze achillespeesblessure wist Faber nooit meer zijn oude conditie te behalen. In 2000 werd hij eerst tweemaal geopereerd aan zijn rechterenkel, daarna nog eenmaal aan zijn linkerknie. Hierna volgen nog diverse blessures aan de hamstring en een gebroken middenhandsbeentje. Aan het eind van het seizoen 2002-2003 liep Faber wederom een zware achillespeesblessure op, ditmaal aan zijn linkervoet. In april 2004 werd hij uiteindelijk, op 32-jarige leeftijd, definitief afgekeurd voor het spelen van betaald voetbal. Op 14 maart 2004 speelde hij zijn laatste wedstrijd in het betaalde voetbal tegen Feyenoord, toen hij na 68 minuten mocht invallen voor Remco van der Schaaf. In totaal is Faber tijdens zijn carrière 13 maal onder het mes gegaan, in verband met diverse blessures.

### Karakteristiek
Faber stond bekend als een robuuste verdediger. Hij speelde veelal als voorstopper of libero, maar kon ook als links- of rechtsback uit de voeten. Hoewel Faber veelvuldig en langdurig geblesseerd was, was hij, als geboren en getogen Eindhovenaar, een erg gewaardeerde speler bij PSV.

## Clubstatistieken
| Seizoen   | Club                  | Competitie | Duels | Goals |
| --------- | --------------------- | ---------- | ----- | ----- |
| 1990/91   | N.E.C.                | Eredivisie | 30    | 0     |
| 1991/92   | Sparta Rotterdam      | Eredivisie | 32    | 0     |
| 1992/93   | PSV                   | Eredivisie | 18    | 0     |
| 1993/94   | PSV                   | Eredivisie | 5     | 0     |
| 1993/94   | → FC Groningen (huur) | Eredivisie | 11    | 0     |
| 1994/95   | PSV                   | Eredivisie | 21    | 1     |
| 1995/96   | PSV                   | Eredivisie | 23    | 2     |
| 1996/97   | PSV                   | Eredivisie | 9     | 0     |
| 1997/98   | PSV                   | Eredivisie | 21    | 2     |
| 1998/99   | PSV                   | Eredivisie | 3     | 0     |
| 1999/00   | PSV                   | Eredivisie | 17    | 1     |
| 2000/01   | PSV                   | Eredivisie | 14    | 0     |
| 2001/02   | PSV                   | Eredivisie | 20    | 0     |
| 2002/03   | PSV                   | Eredivisie | 22    | 0     |
| 2003/04   | PSV                   | Eredivisie | 2     | 0     |
|           | Totaal                | Totaal     | 248   | 6     |
| Nationaal |                       |            |       |       |
|           | Nederland             |            | 1     | 0     |
|           | Totaal                |            | 1     | 0     |

### Nederlands elftal
In 1998 werd Faber door Guus Hiddink geselecteerd voor een oefentrip naar Miami voor interlands tegen de Verenigde Staten en Mexico in de aanloop naar het WK 1998. In de wedstrijd tegen de Verenigde Staten zat hij de gehele wedstrijd op de bank. Op 24 februari 1998 mocht hij tijdens de wedstrijd tegen Mexico na 58 minuten invallen voor Winston Bogarde bij een stand van 0-3. Uiteindelijk wist Mexico terug te komen tot 2-3, mede door een door Faber veroorzaakte penalty. Dit is iets wat Faber nog altijd teleurstellend vindt, maar hij rekent het zichzelf niet persoonlijk aan.
Faber raakte, kort na zijn eerste interland, zwaar geblesseerd. Hierdoor werd hij niet geselecteerd voor de uiteindelijke selectie voor het WK 1998. De interland tegen Mexico zou zijn enige interland blijven.
| Interland van Ernest Faber voor Nederland | Interland van Ernest Faber voor Nederland | Interland van Ernest Faber voor Nederland | Interland van Ernest Faber voor Nederland | Interland van Ernest Faber voor Nederland | Interland van Ernest Faber voor Nederland |
| №                                         | Datum                                     | Wedstrijd                                 | Uitslag                                   | Competitie                                | Doelpunten                                |
| Als speler van PSV                        | Als speler van PSV                        | Als speler van PSV                        | Als speler van PSV                        | Als speler van PSV                        | Als speler van PSV                        |
| ----------------------------------------- | ----------------------------------------- | ----------------------------------------- | ----------------------------------------- | ----------------------------------------- | ----------------------------------------- |
| 1.                                        | 24 februari 1998                          | Mexico – Nederland                        | 2 – 3                                     | Vriendschappelijk                         | 0                                         |

### Erelijst als speler
PSV
- 4 keer kampioen van Nederland (1997, 2000, 2001 en 2003)
- 1 keer winnaar van de Nederlandse beker (1996)
- 4 keer winnaar van de Johan Cruijff Schaal (1992, 1996, 1998, 2000)

## Carrière als trainer

### PSV Jeugdopleiding
Na zijn afkeuren werd Faber actief als trainer in de jeugdopleiding van PSV. In het seizoen 2005-2006 werd hij trainer van jong PSV, als opvolger van Gerald Vanenburg. In september 2006, net na het begin van het seizoen, vertrok hij met veel tumult bij jong PSV, omdat hij vond dat de club, die toen onder leiding stond van voorzitter Frits Schuitema, het beloftenelftal niet serieus nam.

### FC Eindhoven (assistent)
Faber hoefde echter niet lang te wachten op een nieuwe club. Enkele weken later werd hij bij FC Eindhoven gepresenteerd als assistent van Louis Coolen. FC Eindhoven eindigde dat seizoen op de 19e plaats van de eerste divisie. Toen Coolen op 24 oktober 2007 werd ontslagen, werd Faber naar voren geschoven als interim-trainer. Aangezien hij niet alle vereiste diploma's had, kreeg hij op 1 januari 2008 Gerald Vanenburg boven zich. Vanenburg leverde echter 2 april, na een handgemeen met FC Emmen-speler Frank Broers en een daarop volgende schorsing, zijn contract alweer in, waarna Faber wederom het hoofdtrainerschap op zich nam.

### Tweede periode PSV jeugdopleiding
In de zomerstop van 2008 keerde Faber terug bij PSV, waar hij trainer werd van de A1-junioren. Daarnaast volgde hij de cursus Coach Betaald Voetbal, waarvoor hij stage liep bij het eerste elftal van PSV. Eind 2009 was Faber kandidaat om de naar N.E.C. vertrokken Wiljan Vloet op te volgen als Hoofd Jeugdopleidingen bij PSV. Hoewel Faber de steun had van diverse jeugdtrainers binnen de club, koos de directie uiteindelijk voor Jelle Goes, die door Guus Hiddink naar voren werd geschoven.

### FC Eindhoven (hoofdtrainer) en Nederlands elftal
Op 17 februari 2010 kreeg Faber, samen met onder andere Phillip Cocu, zijn diploma Coach Betaald Voetbal toegekend. Enkele dagen later tekende hij een tweejarig contract bij MVV, waar hij per 1 juli 2010 hoofdtrainer zou worden. Begin juni maakten de club, die in zwaar financieel weer terecht was gekomen, en Faber echter bekend, dat ze van de samenwerking afzagen. Enkele weken later tekende hij een tweejarig contract als hoofdtrainer bij FC Eindhoven, als opvolger van Jan Poortvliet.
Faber begon op 1 juli 2010 zijn eerste baan als hoofdcoach bij FC Eindhoven. Op 25 januari 2011 werd hij daarnaast aangesteld als assistent van Bert van Marwijk bij het Nederlands elftal. Hij volgde daar Frank de Boer op, die hoofdtrainer van Ajax was geworden. Faber loodste FC Eindhoven in zijn eerste seizoen, 2010-2011, naar een verdienstelijke 12e plaats in de eerste divisie. In het seizoen 2011-2012 startte FC Eindhoven sterk aan de competitie. De ploeg pakte bijna de eerste periodetitel en stond hoog op de ranglijst.

### Terugkeer naar PSV
In maart 2012, FC Eindhoven stond op dat moment op de 2e plaats van de eerste divisie, werd Faber benaderd door PSV of hij terug wilde keren naar de club. PSV had het contract met hoofdtrainer Fred Rutten ontbonden en zijn eerste assistent, Erik ten Hag, was in diens kielzog opgestapt. PSV was op zoek naar een stabiele assistent-trainer, die meerdere jaren bij de club wilde blijven. In twee dagen was de overgang beklonken. Faber tekende een contract als assistent-trainer voor 2,5 jaar tot 2014. Faber werd bij PSV herenigd met oud-ploeggenoten Chris van der Weerden en Phillip Cocu, die als eerst verantwoordelijke werd aangewezen. PSV won dat seizoen onder het duo Cocu-Faber de KNVB beker 2011/12. In de zomer van 2012 was Faber, als assistent van Bert van Marwijk, actief op het desastreus verlopen EK 2012. Toen Van Marwijk besloot zijn contract bij de KNVB te beëindigen, werden ook de contracten van zijn assistenten Faber, Cocu en Dick Voorn opgezegd.
In het seizoen 2012-2013 was zijn oud-trainer Dick Advocaat hoofdcoach van PSV. Faber was zijn enige assistent, maar kreeg van Advocaat verregaande verantwoordelijkheden en inspraak. Aan het eind van dat seizoen werd Faber benaderd door diverse clubs, waaronder Cambuur Leeuwarden, Sparta en FC Groningen, of hij interesse had in het hoofdtrainerschap, terwijl hij ook bij PSV nog genoemd werd als kandidaat hoofdtrainer. In april gaf hij echter aan dat zijn intentie was om bij PSV te blijven, omdat de club in hem een belangrijke spil voor de toekomst zag.
Op 10 mei 2013 maakte PSV bekend dat Phillip Cocu voor vier jaar de hoofdtrainer zou zijn van PSV en dat Faber zijn nog doorlopende contract als assistent-trainer had verlengd tot 2015. Daarnaast werd ook Chris van der Weerden weer aangesteld als assistent. Nadat Cocu in maart 2014, door een rugoperatie, langere tijd uitgeschakeld was, nam Faber de rol van hoofdtrainer tot aan het einde van het seizoen van hem over. Op 16 februari 2015 maakte PSV bekend dat Faber zijn aflopende contract niet verlengde om ergens anders als hoofdtrainer te kunnen gaan werken.

### N.E.C.
Op 4 juni 2015 tekende Faber een contract voor twee seizoenen als hoofdtrainer bij N.E.C.. Dit diende hij niet uit, want op 7 maart 2016 werd bekend dat Faber vanaf het seizoen 2016-2017 hoofdtrainer zou worden bij FC Groningen. Daar volgde hij Erwin van de Looi op. FC Groningen betaalde voor het resterende jaar een afkoopsom, maar over de hoogte van de afkoopsom werd geen uitspraak gedaan.

### FC Groningen
Vanaf 1 juli was Ernest Faber hoofdtrainer bij FC Groningen, wederom een ploeg waarvoor hij als speler uitkwam en waar hij Erwin van de Looi opvolgde. Hij tekende een tweejarig contract tot medio 2018. In zijn eerste seizoen eindigde hij met de Groningers op de achtste plaats van de eredivisie, die rechtgaf op deelname aan de play-offs. Hierin werd de ploeg in de eerste ronde uitgeschakeld door AZ, die zowel de uit- als thuiswedstrijd met 4-1 wist te winnen. Aan het begin van het seizoen 2017-2018 kreeg hij Ron Jans, oud-trainer van FC Groningen, als technisch manager boven zich. Op 24 januari 2018 maakte FC Groningen bekend dat Faber zijn aflopende contract niet zou verlengen en de oud-verdediger aan het einde van het seizoen na twee jaar zou vertrekken

### PSV
Faber keerde in de zomer van 2018 terug bij PSV als Hoofd Jeugdopleidingen, als vervanger van de eerder opgestapte Pascal Jansen.
Op 16 december 2019 werd hoofdtrainer Mark van Bommel door de club ontslagen na een nederlaag op bezoek bij Feyenoord. Faber werd hierop aangesteld tot interim-trainer tot het eind van het voetbalseizoen 2019/20. Boudewijn Zenden en Ruud Hesp, die eerder ook Van Bommel assisteerden, werden in eerste instantie aangesteld als assistent. Enkele dagen later werd Guus Hiddink als adviseur toegevoegd aan de staf.